# دلفين الأراغواي
دلفين الأراغواي (الاسم العلمي: Inia araguaiaensis) هو نوع من الحيتانيات، يتبع جنس إنيية. يعيش في حوض أراغوايا-توكانتينز في البرازيل.